# Christian Koppe

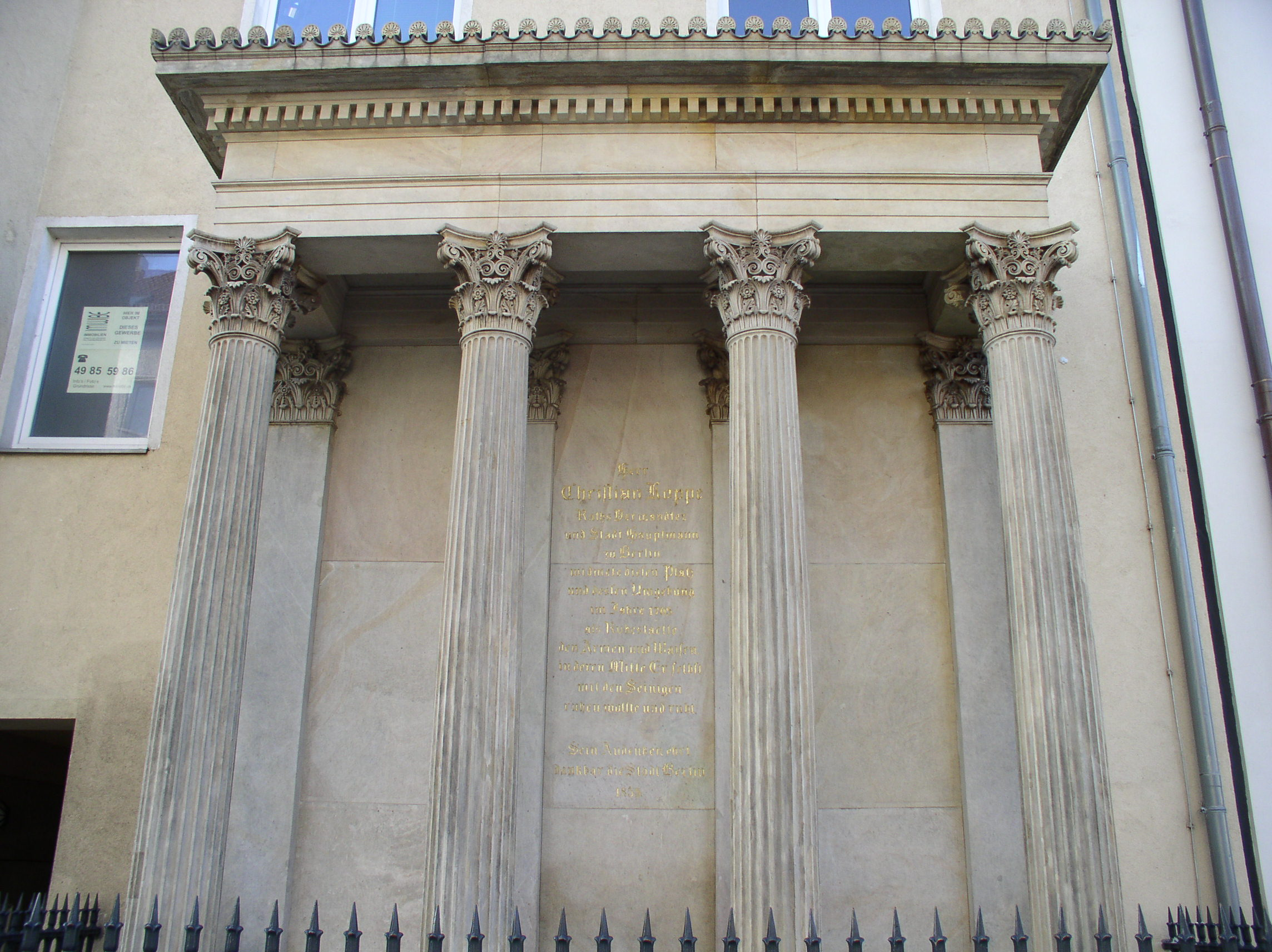
Christian Koppes Grabmal am Koppenplatz

Christian Koppe (* vor 1669; † 23. Januar 1721) war ein deutscher Stadthauptmann und Ratsverwandter (Ratsherr) von Berlin um 1700.
Koppe erwarb im Jahr 1696 ein großes Gelände im heutigen Berliner Ortsteil Mitte, das er 1704 der städtischen Armenverwaltung zur Errichtung eines Armenfriedhofs schenkte. Ab 1709 gehörte er als Ratsmann dem ersten Magistrat der Vereinigten Haupt- und Residenzstadt Berlin an. Gemäß seinem Wunsch wurden er und seine Familie auf dem von ihm gestifteten Armenfriedhof „inmitten der verstorbenen Armen“ bestattet.
Der östliche Teil der ansonsten in der zweiten Hälfte des 19. Jahrhunderts bebauten Friedhofsfläche bildet den heutigen Koppenplatz.
Seit 1855 ehrt die Stadt Berlin durch ein von Friedrich August Stüler gestaltetes Denkmal an der südwestlichen Ecke des Platzes den Stifter. Die darin befindliche Gedenktafel ist vermutlich die älteste von der Stadt Berlin gestiftete.
Außerdem ist nach ihm die Koppenstraße im Ortsteil Friedrichshain benannt.